# Émile Dubuis
Pour les articles homonymes, voir Dubuis.
 (juin 2021).
Si vous disposez d'ouvrages ou d'articles de référence ou si vous connaissez des sites web de qualité traitant du thème abordé ici, merci de compléter l'article en donnant les références utiles à sa vérifiabilité et en les liant à la section « Notes et références ».
Émile Dubuis, né le 20 mars 1911 à Roanne (Loire) et mort le 17 février 2006 à Gleizé (Rhône),, est un avocat et homme politique français.

## Biographie
Emile DUBUIS à exercé sa carrière dans la profession d'avocat.
Fidèle a la ville de Trévoux, pendant  sa carrière politique Émile Dubuis fut successivement maire de Trévoux, conseiller général du canton de Trévoux et député de la 3e circonscription de l'Ain.
Il eut comme suppléant, Michel Cormorèche, frère de Pierre Cormorèche.

## Mandats

### Mandats parlementaires
- 30 novembre 1958 - 9 octobre 1962 : Député de la 3e circonscription de l'Ain
- 25 novembre 1962 - 2 avril 1967 : Député de la 3e circonscription de l'Ain (réélu)

### Mandats locaux
- janvier 1941 - novembre 1944 : Maire de Trévoux
- novembre 1947 - mars 1971 : Maire de Trévoux
- mars 1949 - mars 1970 : Conseiller général du canton de Trévoux

1. ↑  État civil sur le fichier des personnes décédées en France depuis 1970
2. ↑  Le Progrès du 21 février 2006 « à l'âge 95 ans au terme d'une belle carrière politique. Les obsèques d'Emile Dubuis auront lieu aujourd'hui, mardi 21 février, en l'église de Trévoux (Ain). »